# Unihockey-Weltmeisterschaft 2022
Die Endrunde der 14. Unihockey-Weltmeisterschaft der Herren (offiziell Men's World Floorball Championships 2022) wurde vom 5. bis 13. November 2022 in der Schweiz ausgetragen.

## Veranstaltungsorte
Die Spiele der Unihockey-Weltmeisterschaft 2022 fanden in Zürich und Winterthur statt. Spielstätten sind die Swiss Life Arena in Zürich-Altstetten, ein Eishockeystadion, und die Axa-Arena in Winterthur-Mattenbach, eine Multifunktionshalle für Ballsportarten.
| Swiss Life Arena  | Axa-Arena Haupthalle |
| ----------------- | -------------------- |
| Zürich            | Winterthur           |
| Eisstadion        | Ballsporthalle       |
| Kapazität: 11'254 | Kapazität: 1'940     |
| Swiss Life Arena  | AXA-Arena            |

## Qualifikation
36 Teams registrierten sich für die Teilnahme an den Weltmeisterschaften. Darunter waren 24 Teams aus Europa, neun aus Asien und Ozeanien, eines aus Afrika und zwei aus Nordamerika.
Die Schweiz als gastgebende Mannschaft war automatisch qualifiziert.
In Europa hätten Anfang Februar 2022 drei Qualifikationsturniere ausgetragen werden sollen: in Lignano Sabbiadoro (Italien), Łochów oder Katowice (Polen) und Valmiera (Lettland). Vorgesehen war, dass an den drei Orten jeweils zwei Gruppen zu vier Teams spielen. Jedes Team spielte ein Mal gegen alle Gruppengegner. Danach spielte jedes Team gegen das gleichplatzierte der anderen Gruppe. Als zehnte Mannschaft qualifizierte sich der beste Verlierer des Spiels um Platz drei von den drei Turnieren, basierend auf dem Resultat der Gruppenspiele. Kurz vor Weihnachten gab die IFF bekannt, dass das Turnier der Gruppe EUR1 in Lettland wegen Corona in den Mai verschoben würde. An den anderen Terminen wollte man festhalten. Mitte Januar wurden auch die Turniere für die Gruppen EUR2 und EUR3 in Italien und Polen abgesagt. Die Turniere wurden Ende Mai nachgeholt – zum Teil an den ursprünglich geplanten Orten, zum Teil an Ausweichstandorten.
Das Qualifikationsturnier für Asien und Ozeanien fand vom 30. Mai bis 5. Juni in Singapur statt. Das Turnier fand mit zwei Gruppen statt.
Die beiden amerikanischen Vertreter, USA und Kanada, hätten Ende Februar 2022 eine Qualifikation in Arlington (Texas) austragen sollen. Die Partien wurden im Januar ebenfalls auf einen unbestimmten Zeitpunkt verschoben und fanden am 30. April respektive 1. Mai statt. Es qualifizierte sich mit dem kanadischen Team das bessere der beiden Teams nach zwei Spielen.
| 11 aus Europa und Afrika | Schweiz  | Finnland    | Schweden    | Slowakei   |
| inklusive Gastgeber      | Lettland | Norwegen    | Tschechien  |            |
|                          | Dänemark | Polen       | Deutschland | Estland    |
| 1 aus Amerika            | Kanada   |             |             |            |
| 4 aus Asien & Ozeanien   | Thailand | Philippinen | Singapur    | Australien |

## Modus
Es wurde in vier Gruppen à vier Teams gespielt. In Gruppe A und B spielten hierbei die acht in der Weltrangliste am besten platzierten Teilnehmer, in den Gruppen C und D die restlichen Teams. Die Auslosung der Teams in die Gruppen erfolgte nach folgendem Schema.
| Gruppe A  | Gruppe B  | Gruppe C    | Gruppe D    |
| --------- | --------- | ----------- | ----------- |
| Platz 1–4 | Platz 1–4 | Platz 9–12  | Platz 9–12  |
| Platz 1–4 | Platz 1–4 | Platz 9–12  | Platz 9–12  |
| Platz 5–8 | Platz 5–8 | Platz 13–16 | Platz 13–16 |
| Platz 5–8 | Platz 5–8 | Platz 13–16 | Platz 13–16 |

Die beiden Erstplatzierten der Gruppen A und B qualifizierten sich nach der Gruppenphase direkt für das Viertelfinale, die Dritt- und Viertplatzierten spielten eine Playoff-Runde gegen die beiden Erstplatzierten der Gruppen C und D. Die Sieger dieser Playoff-Runde qualifizierten sich ebenfalls für das Viertelfinale.

## Auslosung
Die Auslosung fand am 8. Juni 2022 statt.
Die Teams wurden gemäß ihrer Platzierung in der Weltrangliste in vier Töpfe aufgeteilt. (In Klammern die aktuelle Position.)
| Topf 1         | Topf 2          | Topf 3        | Topf 4           |
| -------------- | --------------- | ------------- | ---------------- |
| Schweden (1)   | Lettland (5)    | Estland (9)   | Australien (13)  |
| Finnland (2)   | Norwegen (6)    | Dänemark (10) | Thailand (14)    |
| Tschechien (3) | Deutschland (7) | Kanada (11)   | Singapur (16)    |
| Schweiz (4)    | Slowakei (8)    | Polen (12)    | Philippinen (24) |

Die Mannschaften wurden nacheinander beginnend mit Topf 4 aus den Töpfen gezogen. Die Mannschaften aus Topf 3 und 4 wurden alternierend auf Gruppe C und D verteilt, die Mannschaften der Töpfe 1 und 2 auf Gruppe A und B. Die Auslosung ergab folgende Gruppen.
| Gruppe A | Gruppe B    | Gruppe C | Gruppe D    |
| -------- | ----------- | -------- | ----------- |
| Finnland | Schweden    | Estland  | Dänemark    |
| Schweiz  | Tschechien  | Kanada   | Polen       |
| Norwegen | Lettland    | Thailand | Australien  |
| Slowakei | Deutschland | Singapur | Philippinen |

## Gruppenspiele

### Gruppe A
| Platz | Land     | Sp | S | U | N | +  | -  | Pkt |
| ----- | -------- | -- | - | - | - | -- | -- | --- |
| 1     | Schweiz  | 3  | 2 | 1 | 0 | 20 | 12 | 5   |
| 2     | Finnland | 3  | 2 | 0 | 1 | 20 | 10 | 4   |
| 3     | Slowakei | 3  | 1 | 0 | 2 | 11 | 23 | 2   |
| 4     | Norwegen | 3  | 0 | 1 | 2 | 12 | 18 | 1   |

| 5. November 2022 15:00 |  | Finnland | 8:1 (5:1, 0:0, 3:0) Spielbericht | Slowakei | Axa-Arena, Winterthur Zuschauer: 1343 |

| 5. November 2022 17:00 |  | Schweiz Michael Schiess, Claudio Laely (2), Manuel Maurer | 4:4 (2:0, 1:3, 1:1) Spielbericht | Norwegen Joachim Terjesen, Ketil Kronberg (2), Ole Mossin Olesen | Swiss Life Arena, Zürich Zuschauer: 8742 |

| 6. November 2022 14:00 |  | Finnland Mikko Leikkanen, Ville Lastikka, Sami Johansson, Justus Kainulainen | 5:7 (2:3, 1:2, 2:2) Spielbericht | Schweiz Tobias Heller, Manuel Maurer (2), Patrick Mendelin, Noël Seiler, Jan Zaugg, Michael Schiess | Swiss Life Arena, Zürich Zuschauer: 10.359 |

| 6. November 2022 17:00 |  | Slowakei | 7:6 (2:3, 4:0, 1:3) Spielbericht | Norwegen | Swiss Life Arena, Zürich Zuschauer: 6672 |

| 8. November 2022 18:00 |  | Norwegen | 2:7 (1:0, 1:5, 0:2) Spielbericht | Finnland | Swiss Life Arena, Zürich Zuschauer: 753 |

| 8. November 2022 20:00 |  | Slowakei Michal Pažák, Peter Nehila, Michal Dudovic | 3:9 (2:4, 0:2, 1:3) Spielbericht | Schweiz Tim Braillard, Jan Zaugg, Tobias Heller, Michael Schiess, Claudio Laely (2), Patrick Mendelin, Jan Bürki, Joël Rüegger | Axa-Arena, Winterthur Zuschauer: 2000 |

### Gruppe B
| Platz | Land        | Sp | S | U | N | +  | -  | Pkt |
| ----- | ----------- | -- | - | - | - | -- | -- | --- |
| 1     | Schweden    | 3  | 2 | 1 | 0 | 33 | 9  | 5   |
| 2     | Tschechien  | 3  | 2 | 1 | 0 | 17 | 12 | 5   |
| 3     | Deutschland | 3  | 1 | 0 | 2 | 16 | 31 | 2   |
| 4     | Lettland    | 3  | 0 | 0 | 3 | 9  | 23 | 0   |

| 5. November 2022 12:00 |  | Deutschland Julian Nihlen, Michel Wöcke (3) | 4:19 (0:5, 3:6, 1:8) Spielbericht | Schweden Albin Sjögren (3), Tobias Gustafsson, Alexander Galante Carlström (3), Linus Holmgren, Kim Nilsson (3), Jesper Sankell, Kevin Haglund (2), Rasmus Enström, Casper Backby, Malte Lundmark, Linus Nordgren, Linus Malmström | Axa-Arena, Winterthur Zuschauer: 1189 |

| 5. November 2022 13:30 |  | Tschechien | 6:3 3:0, 1:2, 2:1 Spielbericht | Lettland | Swiss Life Arena, Zürich Zuschauer: 6975 |

| 6. November 2022 12:00 |  | Schweden | 11:2 (3:0, 5:1, 3:1) Spielbericht | Lettland | Axa-Arena, Winterthur Zuschauer: 985 |

| 6. November 2022 15:00 |  | Deutschland Julian Nihlen (2), Jakob Heins (2), Svenson Hoppe, Michel Wöcke | 6:8 (0:2, 1:6, 5:0) Spielbericht | Tschechien Martin Kisugite, Josef Rýpar (2), Adam Delong, Jiří Besta, Mikuláš Krbec, Jonáš Kreysa, Filip Langer | Axa-Arena, Winterthur Zuschauer: 1158 |

| 7. November 2022 18:00 |  | Schweden | 3:3 (1:0, 1:2, 1:1) Spielbericht | Tschechien | Axa-Arena, Winterthur Zuschauer: 1094 |

| 7. November 2022 19:00 |  | Lettland Artis Raitums, Klavs Jansons, Andris Rajeckis, Artūrs Jurševskis | 4:6 (1:2, 1:2, 2:2) Spielbericht | Deutschland Tino von Pritzbuer, Svenson Hoppe, Mark-Oliver Bothe, Michel Wöcke (3) | Swiss Life Arena, Zürich Zuschauer: 503 |

### Gruppe C
| Platz | Land     | Sp | S | U | N | +  | -  | Pkt |
| ----- | -------- | -- | - | - | - | -- | -- | --- |
| 1     | Estland  | 3  | 3 | 0 | 0 | 41 | 13 | 6   |
| 2     | Kanada   | 3  | 2 | 0 | 1 | 22 | 21 | 4   |
| 3     | Thailand | 3  | 1 | 0 | 2 | 19 | 32 | 2   |
| 4     | Singapur | 3  | 0 | 0 | 3 | 15 | 31 | 0   |

| 5. November 2022 18:00 |  | Singapur | 4:12 (0:3, 3:4, 1:5) Spielbericht | Estland | Axa-Arena, Winterthur Zuschauer: 645 |

| 5. November 2022 20:00 |  | Thailand | 4:9 (2:2, 2:4, 0:3) Spielbericht | Kanada | Swiss Life Arena, Zürich Zuschauer: 2129 |

| 7. November 2022 10:00 |  | Singapur | 7:11 (1:2, 2:6, 4:3) Spielbericht | Thailand | Axa-Arena, Winterthur Zuschauer: 1659 |

| 7. November 2022 13:00 |  | Estland | 13:5 (5:2, 3:1, 5:2) Spielbericht | Kanada | Axa-Arena, Winterthur Zuschauer: 1677 |

| 8. November 2022 10:00 |  | Estland | 16:4 (5:2, 5:2, 6:0) Spielbericht | Thailand | Swiss Life Arena, Zürich Zuschauer: 4477 |

| 8. November 2022 13:00 |  | Kanada | 8:4 (2:0, 3:3, 3:1) Spielbericht | Singapur | Swiss Life Arena, Zürich Zuschauer: 4097 |

### Gruppe D
| Platz | Land        | Sp | S | U | N | +  | -  | Pkt |
| ----- | ----------- | -- | - | - | - | -- | -- | --- |
| 1     | Dänemark    | 3  | 3 | 0 | 0 | 26 | 8  | 6   |
| 2     | Polen       | 3  | 2 | 0 | 1 | 16 | 11 | 4   |
| 3     | Australien  | 3  | 1 | 0 | 2 | 11 | 12 | 2   |
| 4     | Philippinen | 3  | 0 | 0 | 3 | 7  | 29 | 0   |

| 6. November 2022 18:00 |  | Australien | 2:6 (2:2, 0:2, 0:2) Spielbericht | Dänemark | Axa-Arena, Winterthur Zuschauer: 721 |

| 6. November 2022 20:00 |  | Philippinen | 2:9 (1:2, 0:2, 1:5) Spielbericht | Polen | Swiss Life Arena, Zürich Zuschauer: 722 |

| 7. November 2022 10:00 |  | Dänemark | 6:3 (2:1, 1:1, 3:1) Spielbericht | Polen | Swiss Life Arena, Zürich Zuschauer: 3211 |

| 7. November 2022 13:00 |  | Australien | 6:2 (0:2, 2:0, 4:0) Spielbericht | Philippinen | Swiss Life Arena, Zürich Zuschauer: 2967 |

| 8. November 2022 10:00 |  | Dänemark | 14:3 (7:2, 2:1, 5:0) Spielbericht | Philippinen | Axa-Arena, Winterthur Zuschauer: 1682 |

| 8. November 2022 13:00 |  | Polen | 4:3 (2:0, 0:2, 2:1) Spielbericht | Australien | Axa-Arena, Winterthur Zuschauer: 1487 |

## Play-offs

### Zwischenrunde
| 9. November 2022 10:00 Uhr |  | Norwegen | 7:6 n. V. (2:4, 2:1, 2:1, 1:0) Spielbericht | Dänemark | Swiss Life Arena, Zürich Zuschauer: 3384 |

| 9. November 2022 13:00 Uhr |  | Deutschland Jakob Heins (3), Svenson Hoppe (3), Niklas Bröker (3), Tim Bottcher, Nils Hofferbert (2), Matthias Siede, Julian Nihlen (3), Michel Wöcke (2), Florian Weißkirchen, Janos Bröker, Erik Schuschwary | 21:3 (5:1, 7:1, 9:1) Spielbericht | Kanada Jonathan Kuysten, Valtteri Viitakoski, Patrick Mahoney | Swiss Life Arena, Zürich Zuschauer: 3222 |

| 9. November 2022 16:00 Uhr |  | Slowakei | 9:1 (3:0, 4:0, 2:1) Spielbericht | Polen | Axa-Arena, Winterthur Zuschauer: 325 |

| 9. November 2022 19:00 Uhr |  | Lettland | 5:2 (1:0, 0:2, 4:0) Spielbericht | Estland | Axa-Arena, Winterthur Zuschauer: 372 |

### Viertelfinale
| 10. November 2022 18:00 | Ellis/Sjögren | Schweden Kevin Haglund (2), Alexander Galante Carlström (4), Johan Samuelsson, Jesper Sankell (2), Rasmus Enström, Linus Malmström (2), Hampus Ahrén, Kim Nilsson (3), Tobias Gustafsson, Emil Johansson | 18:2 (6:1, 6:0, 6:1) Spielbericht | Norwegen Patrick Hjemgård, Daniel Gidske | Axa-Arena, Winterthur Zuschauer: 612 |

| 10. November 2022 18:05 | Söderman/Boström | Schweiz Noël Seiler, Jan Zaugg, Manuel Maurer | 3:1 (2:0, 0:1, 1:0) Spielbericht | Lettland Edgars Purins | Swiss Life Arena, Zürich Zuschauer: 5495 |

| 11. November 2022 15:00 | Wehinger/Zurbuchen | Tschechien Tom Ondrušek, Adam Delong, Matěj Havlas (2), Matyáš Šindler, Filip Langer, Filip Forman, Martin Kisugite, Ondřej Němeček | 9:4 (3:1, 4:1, 2:2) Spielbericht | Slowakei Michal Dudovič, Michal Miške (2), Matúš Gajdoš | Swiss Life Arena, Zürich Zuschauer: 2759 |

| 11. November 2022 18:00 | Andersson/Wissman | Finnland Justus Kainulainen (2), Otto Lehkosuo, Miko Kailiala, Konsta Tykkylainen, Janne Lamminen, Ville Lastikka, Sami Johansson (2), Oskari Heikkila, Peter Kotilainen | 11:2 (6:1, 3:1, 2:0) Spielbericht | Deutschland Tino von Pritzbuer, Michel Wöcke | Swiss Life Arena, Zürich Zuschauer: 2137 |

### Halbfinale
| 12. November 2022 14:00 Uhr | Wehinger/Zurbuchen | Schweden Linus Nordgren, Tobias Gustafsson, Kim Nilsson | 4:3 (PS) (0:0, 3:2, 0:1, 0:0) Spielbericht | Finnland Justus Kainulainen, Nico Salo, Otto Lehkosuo | Swiss Life Arena, Zürich Zuschauer: 11'254 |

| 12. November 2022 17:30 Uhr | Andersson/Wissman | Schweiz Jan Bürki, Patrick Mendelin (2) | 3:11 (2:3, 1:4, 0:4) Spielbericht | Tschechien Mikuláš Krbec, Adam Hemerka (3), Ondřej Němeček, Filip Langer, Jiří Besta, Filip Forman (2), Martin Tokoš, Marek Beneš | Swiss Life Arena, Zürich Zuschauer: 11'254 |

### Spiel um Platz 3
| 13. November 2022 12:00 Uhr | Söderman/Boström | Finnland Justus Kainulainen, Mikko Leikkanen, Miko Kailiala, Nico Salo, Sami Johansson | 5:3 (3:0, 1:2, 1:1) Spielbericht | Schweiz Jan Bürki, Patrick Mendelin, Jan Zaugg | Swiss Life Arena, Zürich Zuschauer: 11'254 |

### Finale
| 13. November 2022 15:45 Uhr | Wehinger/Zurbuchen | Schweden Malte Lundmark (2), Emil Johansson (2), Jesper Sankell, Alexander Galante Carlström (2), Linus Nordgren, Kevin Haglund | 9:3 (4:1, 2:0, 3:2) Spielbericht | Tschechien Matyáš Šindler, Matěj Havlas, Matěj Jendrišák | Swiss Life Arena, Zürich Zuschauer: 11'254 |

## Platzierungsspiele

### Spiele um Platz 13 – 16
| 10. November 2022 10:00 Uhr | Australien | 7:4 (2:1, 2:3, 3:0) Spielbericht  | Singapur    | Swiss Life Arena, Zürich Zuschauer: 4578 |
| 10. November 2022 10:00 Uhr | Thailand   | 10:6 (4:0. 3:4, 3:2) Spielbericht | Philippinen | Axa-Arena, Winterthur Zuschauer: 1523    |

#### Spiel um Platz 15
| 11. November 2022 12:00 Uhr | Singapur | 5:6 n. V. (0:1, 3:1, 2:3, 0:1) Spielbericht | Philippinen | Swiss Life Arena, Zürich Zuschauer: 4402 |

#### Spiel um Platz 13
| 11. November 2022 9:00 Uhr | Australien | 6:5 (1:3, 3:0, 2:2) Spielbericht | Thailand | Swiss Life Arena, Zürich Zuschauer: 4584 |

### Spiele um Platz 9 – 12
| 10. November 2022 13:00 Uhr | Kanada | 4:8 (3:6, 1:0, 0:2) Spielbericht | Dänemark | Axa-Arena, Winterthur Zuschauer: 1351    |
| 10. November 2022 13:00 Uhr | Polen  | 4:9 (2:2, 0:5, 2:2) Spielbericht | Estland  | Swiss Life Arena, Zürich Zuschauer: 4825 |

#### Spiel um Platz 11
| 11. November 2022 10:00 Uhr | Kanada | 7:8 n. V. (1:2, 3:3, 3:2, 0:1) Spielbericht | Polen | Axa-Arena, Winterthur Zuschauer: 878 |

#### Spiel um Platz 9
| 11. November 2022 13:00 Uhr | Dänemark | 4:5 (0:0, 0:1, 4:4) Spielbericht | Estland | Axa-Arena, Winterthur Zuschauer: 923 |

### Spiele um Platz 5 – 8
| 12. November 2022 10:00 Uhr | Norwegen | 5:6 n. V. (2:1, 1:3, 2:1, 0:1) Spielbericht | Deutschland | Axa-Arena, Winterthur Zuschauer:     |
| 12. November 2022 13:00 Uhr | Lettland | 8:5 (3:3, 2:1, 3:1) Spielbericht            | Slowakei    | Axa-Arena, Winterthur Zuschauer: 476 |

#### Spiel um Platz 7
| 13. November 2022 9:00 Uhr | Slowakei | 10:5 (5:1, 3:2, 2:2) Spielbericht | Norwegen | Axa-Arena, Winterthur Zuschauer: 198 |

#### Spiel um Platz 5
| 13. November 2022 9:00 Uhr | Lettland | 8:3 (2:0, 2:2, 4:1) Spielbericht | Deutschland | Swiss Life Arena, Zürich Zuschauer: 617 |

## Abschlussplatzierungen & Statistiken

### Mannschaften
| RF | Team        |
| -- | ----------- |
| 1  | Schweden    |
| 2  | Tschechien  |
| 3  | Finnland    |
| 4  | Schweiz     |
| 5  | Lettland    |
| 6  | Deutschland |
| 7  | Slowakei    |
| 8  | Norwegen    |
| 9  | Estland     |
| 10 | Dänemark    |
| 11 | Polen       |
| 12 | Kanada      |
| 13 | Australien  |
| 14 | Thailand    |
| 15 | Philippinen |
| 16 | Singapur    |

### All-star Team
- Bester Torhüter:  Lukáš Bauer
- Beste Verteidiger:  Ondřej Němeček,  Emil Johansson
- Bester Center:  Hampus Ahren

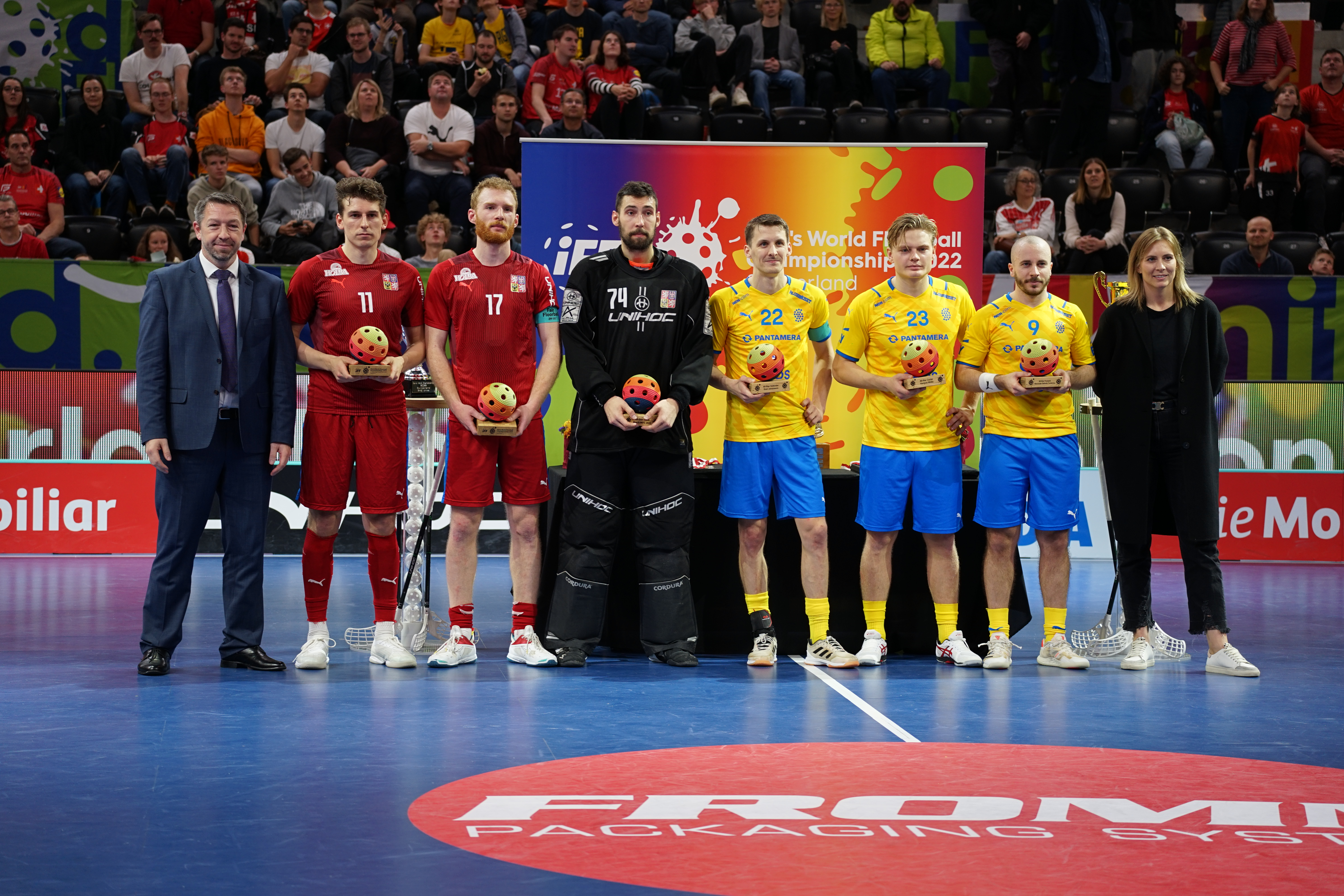
All Star Team – v. l. n. r.: Beneš, Němeček, Bauer, Johansson, Ahren, Galante-Carlström

- Beste Angreifer:  Marek Beneš,  Alexander Galante-Carlström

### Beste Scorer
Quelle: Swiss Floorball Statistics & IFF; Abkürzungen: Sp = Spiele, T = Tore, A = Assists, Pkt = Punkte, SM = Strafminuten; Fett: Turnierbestwert
| Spieler                     | Mannschaft  | Sp | T  | A  | Pkt | SM |
| --------------------------- | ----------- | -- | -- | -- | --- | -- |
| Mathias Glass               | Dänemark    | 6  | 16 | 7  | 23  | 16 |
| Michal Dudovič              | Slowakei    | 7  | 11 | 10 | 21  | 0  |
| Lukas Eldholm               | Dänemark    | 6  | 9  | 10 | 19  | 0  |
| Patrik Kareliusson          | Estland     | 6  | 10 | 8  | 18  | 2  |
| Tanel Kasenurm              | Estland     | 6  | 9  | 8  | 17  | 2  |
| Eddie Sandberg              | Dänemark    | 6  | 6  | 10 | 16  | 0  |
| Alexander Galante Carlström | Schweden    | 6  | 12 | 3  | 15  | 0  |
| Ronald Gašparík             | Slowakei    | 7  | 8  | 7  | 15  | 6  |
| Valtteri Viitakoski         | Kanada      | 6  | 12 | 2  | 14  | 0  |
| Jakob Heins                 | Deutschland | 7  | 6  | 8  | 14  | 2  |

### Beste Torhüter
Quelle: IFF; Abkürzungen: Sp = Spiele, S = Saves, T = Tore, % = Fangquote; Fett: Turnierbestwert
| Spieler              | Mannschaft | Sp | S  | T | %     |
| -------------------- | ---------- | -- | -- | - | ----- |
| Oskari Fälden        | Finnland   | 6  | 46 | 7 | 86,79 |
| Carl Bending-Sörling | Schweden   | 6  | 35 | 6 | 85,36 |
| Rasmus Engelhardt    | Dänemark   | 6  | 47 | 9 | 83,92 |

## Teilnehmer an den Finalspielen
| Weltmeister Schweden | Torhüter: Jon Hedlund, Carl Bending-Sörling – Verteidigung: Tobias Gustafsson (Captain), Linus Holmgren, Emil Johansson, Niklas Ramirez, Robin Nilsberth – Sturm: Johan Samuelsson, Kim Nilsson, Malte Lundmark, Alexander Galante Carlström, Albin Sjögren, Ludwig Persson, Rasmus Enström, Jesper Sankell, Hampus Ahrén, Linus Nordgren, Kevin Haglund, Casper Backby, Linus Malmström Cheftrainer: Niklas Norden, Thomas Brottman Assistenztrainer: Klas Skoglund       | Schwedische Nationalmannschaft  |
| Silber Finnland      | Torhüter: Lukáš Bauer, Martin Beneš – Verteidigung: Lukáš Punčochář, Martin Kisugite, Jakub Gruber, Ondřej Němeček (Captain), Jiří Besta – Sturm: Mikuláš Krbec, Adam Delong, Adam Hemerka, Marek Beneš, Filip Forman, Matěj Havlas, Matyáš Šindler, Martin Tokoš, Tom Ondrušek, Jonáš Kreysa, Matěj Jendrišák, Filip Langer, Josef Rýpar Cheftrainer: Jaroslav Berka Assistenztrainer: Pavel Brus, Joonas Naava                                                           | Tschechische Nationalmannschaft |
| Bronze Finnland      | Torhüter: Lassi Toriseva, Oskari Fälden – Verteidigung: Jere Niemelä, Jesperi Lindfors, Janne Lamminen (Captain), Lauri Stenfors, Eemeli Akola, Mikko Leikkanen, Otto Lehkosuo – Sturm: Aaro Astala, Konsta Tykkyläinen, Eemeli Salin, Oskari Heikkilä, Eetu Sikkinen, Nico Salo, Ville Lastikka, Peter Kotilainen, Joona Rantala, Justus Kainulainen, Sami Johansson, Miko Kailiala Cheftrainer: Petteri Nykky Assistenztrainer: Samu Kuitunen, Mika Kohonen, Juha Jantti | Finnische Nationalmannschaft    |
| 4. Platz Schweiz     | Torhüter: Patrick Eder, Pascal Meier, Christoph Reich – Verteidigung: Nicola Bischofberger (Captain), Nils Conrad, Tobias Heller, Moritz Mock, Christoph Camenisch, Luca Graf, Jan Bürki – Sturm: Claudio Laely, Manuel Maurer, Paolo Riedi, Joël Rüegger, Christoph Meier, Noël Seiler, Patrick Mendelin, Jan Zaugg, Tim Braillard, Deny Känzig, Michael Schiess Cheftrainer: David Jansson Assistenztrainer: Luan Misini, Rolf Kern                                      | Schweizer Nationalmannschaft    |

## Organisation des Anlasses

### Nachhaltigkeit
Die Organisatoren hatten das Ziel, die erste klimaneutrale Unihockeyweltmeisterschaft zu veranstalten. Der CO2-Ausstoß sollte im Vergleich zur Weltmeisterschaft 2018 in Prag um mehr als die Hälfte reduziert werden. Reise und Abfall machten einen großen Beitrag aus, aber auch weitere Ausrüstung, der Betrieb der Arena und Verpflegung. Beide Arenen wurden zum Beispiel nach Minergie-Standards errichtet und verfügen über Photovoltaikanlagen. Bei der Verpflegung wurde auf Mehrweggeschirr und möglichst umweltverträglich produzierte Zutaten geachtet. Ein Großteil des CO2-Ausstosses entstand durch die Anreise der Fans – hier wurde der öffentliche Verkehr gefördert. An vier Spieltagen fuhr ein Extrazug von Bern nach Zürich-Altstetten und zurück.
Nachhaltigkeit sollte dabei aber nicht auf den Anlass beschränkt sein: Die Organisatoren von Swiss Unihockey trugen die Idee von mehr Nachhaltigkeit im Sport auch an die Sportvereine in der ganzen Schweiz weiter, unter anderem mit einem CO2-Rechner.

### Erkennungszeichen
Das Maskottchen «Floorby» stellte einen Bernhardiner dar.
Für das Turnier hatte der Musiker Andryy den offiziellen Song mit dem Titel «Gold» produziert.